# 青山みゆき (詩人)
青山 みゆき（あおやま みゆき、1954年12月1日 - ）は、日本の詩人、歌人、評論家、翻訳家、アメリカ文学者。元聖徳大学准教授。

## 経歴
栃木県足利市生まれ。栃木県立足利女子高等学校卒業。アメリカペンシルベニア州立インディアナ大学大学院文学修士課程修了。アメリカ文学とイギリス文学を中心に学ぶ。アメリカに学部生として滞在中に、創作の授業で英語詩を書きはじめる。
1981年に帰国後、新川和江と吉原幸子が発行編集人である「現代詩ラ・メール」に参加。「ラ・メール」にフェミニズムやジェンダー論の視点から女性詩人論を書いていたが、新川や吉原をはじめ、高橋順子、鈴木ユリイカ、國峰照子、小池昌代、中本道代などに接し、多大な影響を受けて本格的に日本語で詩作をはじめる。
以後、大学で教える傍ら詩作、翻訳を行う。多くの雑誌や同人誌でも詩や翻訳などを発表している。アメリカの作家であり、詩人であるリザ・ロウイッツとともに日本の現代女性詩人、俳人、歌人の英訳本『other side river』『a long rainy season』（1995年度ベンジャミン・フランクリン賞受賞）を出版する。
1998年に出版された第一詩集『西風』は先鋭的な手法で書かれており、第4回中原中也賞の次点となった。
1999年から2000年にかけて、客員教授・研究員としてサンフランシスコ州立大学人文学部に所属していたが、その間フランス人とアニシナーベ族の混血の著名な作家であるジェラルド・ヴィゼノアの元で現代のネイティブアメリカン文学を学ぶ。
2011年には新たな言語の地平を求めて、短歌雑誌「未来」の同人となり加藤治郎の門下生となる。2014年出版の第二詩集『赤く満ちた月』には、実験的な一行詩として、短歌との融合が見られる。

## 詩集
- 『西風』（思潮社、1998年）
- 『赤く満ちた月』（思潮社、2014年）
- バイリンガル四行連詩集『情念の巻、その他』Collection of Linked Quatrains, The Cycle of Passion & Others（共著、土曜美術社、2003年）
- 『反戦アンデパンダン詩集』poems against the war: independent（共著、創風社、2003年）
- 『近づく湧泉 第二集』（共著、土曜美術社出版販売、2005年）
- 『2006詩歌句年鑑』（共著、日本詩歌句協会、2005年）
- 『日本現代詩選 第33集』（共著、日本詩人クラブ、2007年）
- 『2007詩歌句年鑑』（共著、日本詩歌句協会、2007年）
- 『日本現代詩選 第34集』（共著、日本詩人クラブ、2009年）
- 『日本現代詩選 第35集』（共著、日本詩人クラブ、2010年）
- 『アンソロジー風Ⅹ 2011』（共著、竹林館、2011年）
- 『戦争を拒む』Anthology: Refuse to war (共著、詩人会議、2016年）

## 評論集・辞典
- 評論集『大地の手のなかで―アメリカ先住民文学』（開文社、2004年）
- 評論集『英米文学と言語』（共著、ホメロス社、1990年）
- 評論集『国文学年次別論文集　近代・5・平成7年』（共著、学術文献刊行会、1997年）
- 評論集『異文化の諸相』（共著、朝日出版社、1999年）
- 評論集『 The Foreign Critical Reputation of F. Scott Fitzgerald: An Analysis and Annotated Biography』 （共著、Westport: Greenwood Publishing Group, 2002）
- 事典『集英社世界文学大事典』（共著、集英社、1996年）
- 事典『集英社世界文学事典』（共著、集英社、2002年）
- 事典『デジタル版集英社世界文学大辞典』（共著、集英社、2002年）
- 事典『北米文化事典』（共著、日本英語文化学会、2014年）

## 翻訳書
- 『エリカ・ジョング詩集』（土曜美術社、1993年）
- 『ネイティブ・アメリカン詩集』（土曜美術社出版販売、2009年）
- 『Tanka of Fumi Saito 斎藤史歌集』（MyISBN デザインエッグ社・アマゾン、2015年）
- 『Ei Akitsu: Collected Tanka 1980~1994 阿木津英歌集』（共編訳、MyISBN　デザインエッグ社・アマゾン、2017年）
- 『a long rainy season』 （共編訳、Berkeley: Stone Bridge Press, 1994）
- 『other side river』 （共編訳、Berkeley: Stone Bridge Press, 1995）
- 『Autumn Sky Blue: Saito Fumi』 （共訳、Gaulala: AHA Books Online, 2002年）
- 『愛について』 （共訳、童心社、 1996年）
- 『Autumn Sky Blue: Saito Fumi』 （共編訳、Gaulala: AHA Books Online, 2002年）
- 『HAIKU: The Poetry of Zen』 （共訳、New York: Hyperron, 1996）
- 『楽しい稲妻　A Zigzag Joy』（共訳、土曜美術社出版販売、1998年）
- 『Thirteen Way's of Looking for a Poem』 （共訳、London: Longman, 2000）
- 『It's a Woman's World』 （共訳、New York: Dutton Children's Book, 2002）
- 『A Chorus for Peace』 （共訳、Iowa City: University of Iowa Press, 2002）
- 『Cruched Under the Cherry Blossoms　by　Akitsu Ei』leaflet （共訳、South Pasedena: Heritage West, 2002）
- 『アメリカ文学作家作品事典』（共訳、本の友社、1991年）
- 『通勤でよむ詩集』（共訳、NHK出版、2009年）
- 『ありがとう』（共訳、新潮社、2013年）

## CD
- 英訳

1. 『 Master of Modern Japanese Poetry: Six Distinctive Voices of the Post Era：日本現代詩の六人ー呟きから叫びまで・自作を読む六つの声』（共訳、New Jersey：The Morris-Lee Publishing Group, 1999）[2]